# Encapsulated PostScript
Pour les articles homonymes, voir EPS.
Le format Encapsulated PostScript (EPS) est un format ouvert créé par Adobe Systems en langage PostScript qui permet de décrire des images qui peuvent être constituées d'objets vectoriels ou bitmap.
Dans le milieu professionnel de l'impression, le format EPS était[Quand ?] très utilisé dans les années 80 car il conserve toutes les qualités vectorielles et est compatible avec les imprimantes et les photocomposeuses. Bien qu'encore utilisé, aujourd'hui les formats sources sont largement préférés. La technologie EPS a largement été remplacée par des formats de fichier natifs et par le format PDF par exemple. 
Les fichiers EPS sont surtout utilisés aujourd'hui pour les très grands formats dans le milieu marketing par exemple (impression/affichage).
Ce format est principalement utilisé par Illustrator, néanmoins toute la suite Adobe le supporte. De nombreux logiciels libres le supportent également.